# Вилађо дел Голфо (Катанцаро)
Вилађо дел Голфо је насеље у Италији у округу Катанцаро, региону Калабрија.
Према процени из 2011. у насељу је живело 11 становника. Насеље се налази на надморској висини од 4 м.